# Carcinoma de células de Merkel
El carcinoma de células de Merkel (CCM) es un tipo infrecuente y agresivo de cáncer de piel. Su incidencia oscila entre 0.13 y 2.5 casos por 100 00 personas y año. Suele aparecer en la cabeza, el cuello y las extremidades, así como en la región perianal y en los párpados. Es más común en mayores de 60 años, personas de piel blanca y varones.

## Sinonimia
También se le conoce como: carcinoma trabecular de la piel, carcinoma primario de las pequeñas células de la piel, apudoma cutáneo y carcinoma primario neuroendocrino de la piel.

## Etiología
Entre los factores etiológicos figuran el Poliomavirus de las células de Merkel (Merkel Cell Polyomavirus o MCV). Las personas  inmunodeprimidas o que están recibiendo tratamiento inmunosupresor son más propensas a su aparición, también influye la exposición a la radiación ultravioleta y la piel de color claro.

## Síntomas
El cáncer de células de Merkel  se suele  presentar como una masa (más de 2 cm de diámetro) o un nódulo (hasta 2 cm de diámetro) firme. Estos tumores de color carne, rojo o  azul típicamente varían en tamaño entre  0.5 cm y  más de 5 cm en diámetro, y pueden agrandarse rápidamente. Los tumores pueden ser indoloros, sensibles al tacto, o provocar picor. También se ha informado de otras manifestaciones como pápulas o placas. Aunque puede aparecer en casi cualquier parte del cuerpo, lo más habitual es encontrarlo en las zonas expuestas al sol, como la cabeza, el cuello o las extremidades. En 2008 se creó el acrónimo inglés AEIOU, que corresponde a «Asymptomatic/lack of tenderness, Expanding rapidly, Immune suppression, Older than 50 years, and Ultraviolet-exposed site on a person with fair skin» es decir, falta de sensibilidad asintomática, expansión rápida, supresión inmunológica, mayor de 50 años, y zona expuesta a la radiación ultravioleta en una persona de piel clara. En el 90% de los casos se observan tres o más de estas características. Es una enfermedad que a veces se confunde con otros tipos de cáncer incluido el carcinoma de células basales, el carcinoma espinocelular, melanoma, linfoma, carcinoma de células pequeñas o con quistes benignos. Se han descrito casos de carcinoma de células de Merkel en niños, pero estos casos pediátricos son muy raros. 
El cáncer de células de Merkel tiene tendencia a hacer invasiones locales, infiltrar los tejidos subyacentes: grasa subcutánea, fascia y músculo. Lo más común es que sufran metastatización al principio de su historia natural, casi siempre a los nódulos linfáticos regionales. Tiende a  extenderse a través de los vasos sanguíneos y llegar a diferentes  órganos, entre ellos hígado, pulmón, cerebro y esqueleto. 
A pesar de que el CCM puede surgir en casi cualquier parte del cuerpo, alrededor de la mitad de los casos se originan en áreas expuestas al sol de la cabeza y el cuello, un tercio en las piernas, y alrededor de un sexto de los casos se origina en los brazos. En cerca del 12% de los casos, no puede detectarse el sitio de origen del carcinoma.

## Patofisiología

### Célula de origen
Si bien el CCM en un principio recibió su nombre derivado de las células de Merkel debido a las similitudes histológicas y fisiológicas entre ambos, el progenitor celular del CCM es un tema muy debatido. Las células de Merkel son unas células altamente especializadas que actúan como receptores de presión en la epidermis. El origen de las propias células está sujeto a debate; hay una propuesta según la cual se derivan de células de cresta neural; de acuerdo con otra, tienen progenitores en las células de la epidermis. El CCM se parece a las células de Merkel en lo que respecta a su aspecto histológico (véase, más abajo, el apartado Diagnóstico), y comparte muchos marcadores inmunohistoquímicos con las células de Merkel, entre ello el marcador epidérmico citoqueratina 20 y los marcadores neuroendocrinos sinaptofisina y cromogranina A. Además, el canal iónico Piezo2 y el factor de transcripción Atoh1, ambos específicos de las células de Merkel, también se expresan a través del CCM. Sin embargo, las células de Merkel son células postmitóticas que tienen escasas probabilidades de llegar a ser cancerosas. Es más, no se ha demostrado que contribuyan a infecciones de poliomavirus  de células de Merkel, las cuales se cree que dan lugar a oncogénesis en aproximadamente el 80% de los casos de CCM. En lugar de ello, se ha propuesta que el CCM podría tener en su origen a un precursor de célula de Merkel, adquiriendo características similares a las de las células de Merkel. Uno de estos precursores es el fibroblasto humano. Prueba de ello es, entre otras cosas, que está situado en la dermis, de la que se piensa que es el lugar primario de origen del CCM. Se ha podido demostrar en experimentos in vitro que los fibroblastos no sólo contribuyen a la infección por poliomavirus de células de Merkel, sino que también se los puede inducir a que presenten un fenotipo CCM mediante la expresión de proteínas víricas. 
No obstante, hay quienes mantienen que es probable que el CCM derive de una célula precursora epitelial, en razón de su frecuente presencia en tumores mixtos, entre ellos neoplasmas epiteliales como el carcinoma de células escamosas. Si bien no es común hallar células epiteliales en la dermis, los folículos pilosos incluyen células epiteliales que han demostrado poseer potencial oncogénico, y por esta razón se han propuesto como posible emplazamiento de un precursor de CCM.  

## Causas

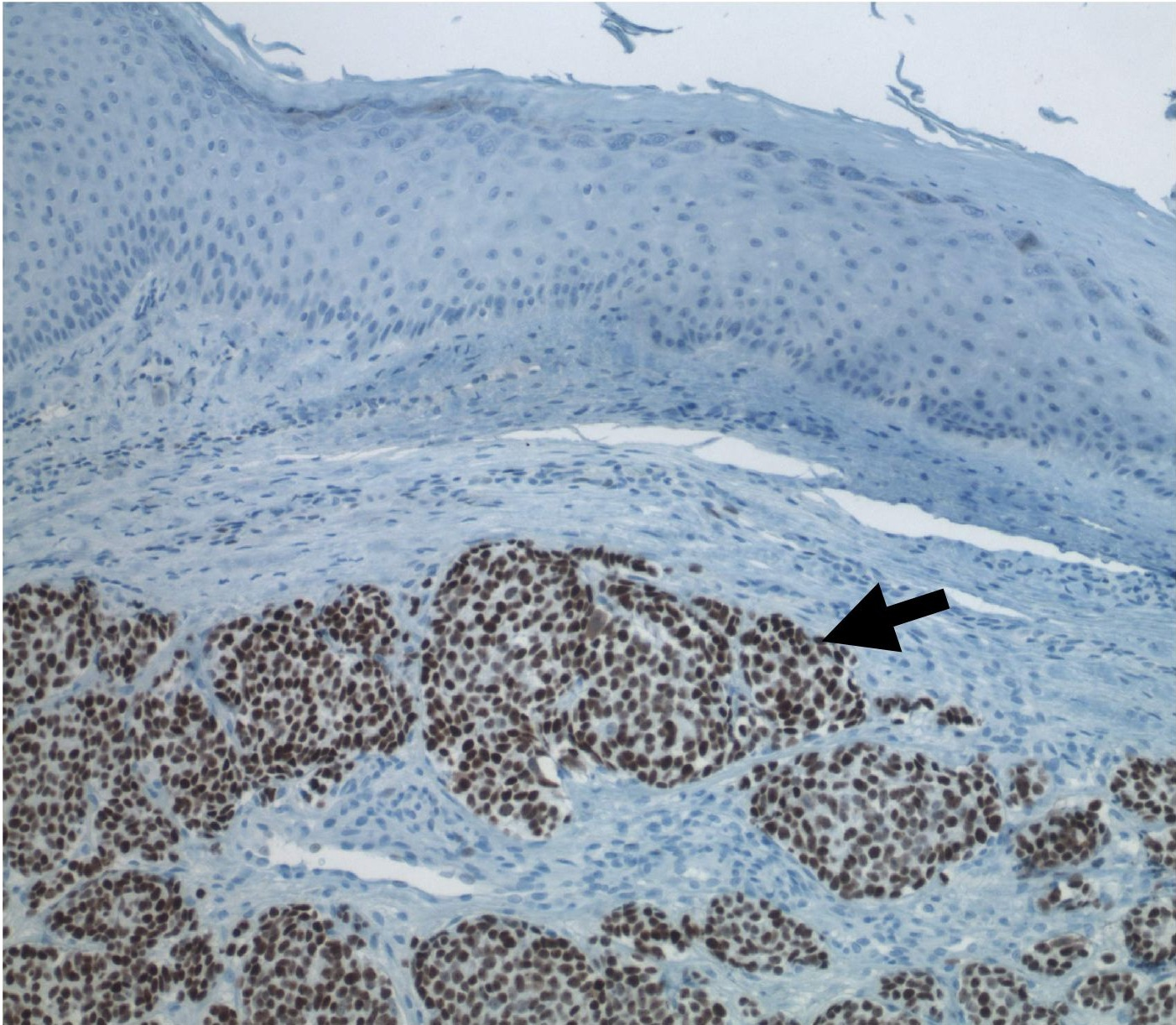
Carcinoma de células de Merkel (flecha) infiltrando el tejido cutáneo, se muestra en café la cadena de proteína T del Poliomavirus de las células de Merkel (MCV).

Aproximadamente el 80% de los tumores da positivo para infección con MCV. Un virus descubierto recientemente llamado Poliomavirus de las células de Merkel (MCV) parece contribuir a la mayoría de casos de CCM. Aproximadamente el 80% de los casos incluyen la integración de este virus en un patrón monoclonal lo cual indica que la infección se encontraba presente en una célula precursora antes de que ésta se volviera cancesora. Alrededor del 20% de los tumores de CCM no se encuentran infectados con MCV, sugiriendo que el cáncer de células de Merkel puede ser desencadenado por otras causas adicionales.
Los Poliomavirus son reconocidos como agentes virales cancerígenos en animales desde la segunda mitad del siglo XX, pero el MCV es el primer poliomavirus del cual se tienen indicios fuertes de causar cáncer en seres humanos. Como otros tumores virales, la mayoría de la gente que está infectada con MCV probablemente no desarrolle cáncer de células de Merkel. Actualmente se desconoce qué otros factores se requieren o qué etapas debe atravesar una célula de Merkel para desarrollar cáncer. La exposición a la luz ultravioleta (UV), la cual se encuentra en forma natural en la luz del sol y en la luz artificial generada por las cámaras de bronceado, probablemente contribuya al desarrollo del CCMen un gran porcentaje de los casos. El cáncer de las células de Merkel puede también ser concurrente con otros tipos de cáncer de piel relacionados con la exposición a la luz solar que no se relacionan con infecciones con MCV (tales como carcinoma de células basales, carcinoma de células escamosas, melanoma).  Un aspecto intrigante de los casos de cáncer de células de Merkel relacionados con MCV es que la mayoría de las muestras de virus obtenidas de los tumores tienen mutaciones específicas que hacen al virus inocuo Se desconoce actualmente cuales de esas mutaciones se deben a la exposición al sol. El cáncer de las células de Merkel ocurre con una frecuencia mayor a la media entre pacientes inmunosuprimidos, tales como pacientes de trasplantes, pacientes con SIDA y personas ancianas, sugiriendo que el inicio y la progresión de la enfermedad puede estar modulada por el sistema inmune
Mientras la infección con MCV es común entre humanos, los pacientes con CCM debido a este virus tienen niveles de anticuerpos contra el virus significativamente más altos que los que presentan adultos sanos que se encuentran infectados con éste. Un estudio basado en un registro continuo de pacientes de Finlandia sugiere que los individuos que padecen de este cáncer por causa del MCV tienen mejor pronóstico que los pacientes que padecen cáncer de células de Merkel sin estar infectados por el virus. Mientras que el cáncer de células de Merkel por MCV puede ser una forma menos agresiva de la enfermedad, los resultados del estudio antes mencionado pueden deberse en su lugar a diferencias significativas en otros factores, incluyendo la etapa tumoral en el momento del diagnóstico, la edad del paciente o la localización del tumor más allá de las diferencias intrínsecas en la agresividad de la enfermedad o la respuesta a la terapia.

## Epidemiología
Este tipo de cáncer ocurre con más frecuencia en personas caucásicas entre 60 y 80 años de edad, y su tasa de incidencia incidencia es de cerca del doble en hombres respecto de la misma en mujeres. Anualmente se detectan unos 1500 casos nuevos de cáncer de células de Merkel en los Estados Unidos, una cantidad baja comparada con los cerca de 60000 nuevos casos de melanoma y los más de 1 millón de nuevos casos de cáncer de piel no-melanoma.  Algunas veces, el cáncer de células de Merkel es confundido con otros tipos histológicos de cáncer, incluyendo carcinoma de células basales, carcinoma de células escamosas, melanoma o linfoma, e incluso con un quiste benigno. Los investigadores creen que la exposición a la luz solar o a los rayos ultravioleta pueden incrementar el riesgo de desarrollar esta enfermedad. Al igual que la del melanoma, la incidencia del cáncer de células de Merkel está incrementándose aceleradamente en los Estados Unidos.
La inmunosupresión puede incrementar en gran medida el riesgo de desarrollar este cáncer. De acuerdo a un estudio reciente publicado en The Lancet, la incidencia del carcinoma de las células de Merkel es 13.4 veces mayor en personas con SIDA en un estado avanzado comparada con la tasa promedio. Las personas que hayan recibido un trasplante de órganos tendrían un riesgo similar. [cita requerida]

## Tratamiento

### Cirugía
Normalmente la cirugía es el primer tratamiento que se sigue para combatir este cáncer. Las lesiones suelen presentarse con frecuencia como una púrpura rojiza y es difícil distinguir esta variedad de cáncer de piel de otros tipos. Habitualmente su identificación constituye una sorpresa tras la cirugía y el estudio anatomopatológico.
Al igual que con la cirugía para la mayoría de las otras formas de cáncer, es normal que el cirujano retire parte del tejido sano que rodea al tumor. Si bien se ha pensado que dejar este margen puede no ser tan crítico como lo es en la resección quirúrgica del melanoma, los estudios también revelan que las recidivas locales son bastante comunes en el CCM cerca del lugar de la cirugía.
Por lo general, los ganglios linfáticos locales o regionales se extirpan si la lesión tiene más de 1 cm de diámetro, debido al alto riesgo de que contengan células cancerosas (micrometástasis) que podrían convertirse en un nuevo tumor o propagarse más. A veces, sin embargo, el médico primero realizará una "biopsia de ganglio linfático centinela". En este procedimiento, el médico inyecta un colorante o una sustancia radioactiva cerca del tumor. Este material fluye hacia los ganglios linfáticos adyacentes, que son identificados, extirpados y examinados en busca de células cancerosas, indicando los sitios donde es más probable que el cáncer se extienda (los ganglios "centinela"). Se ha demostrado que este procedimiento es un importante indicador de pronóstico. Los resultados ayudan a dictar el uso de terapias adyuvantes apropiadas. Sin embargo, por lo general, la cirugía por sí sola no es suficiente para curar el carcinoma de células de Merkel.

### Radioterapia
La radioterapia es el tratamiento principal del carcinoma de células de Merkel (CCM). Las series más grandes que tenemos son de Australia y han demostrado que la radioterapia por sí sola logra resultados iguales con la cirugía inicial o neoadyuvante seguida de la radioterapia. El papel de la cirugía es en gran parte histórico y está relegado a la biopsia. No se han realizado ensayos cara a cara que comparen las dos estrategias de tratamiento y, en ausencia de ellos, los cirujanos tienden a realizar con mayor frecuencia una biopsia por escisión antes de remitirse a la radioterapia para erradicar el CCM. El CCM es muy radiosensible. La conclusión entre los estudios publicados en la comunidad de radiooncología es que el CCM debería ser tratado idealmente con radioterapia sola.

### Quimioterapia
Debido a sus efectos adversos, la quimioterapia tradicional se ha guardado para los casos de CCM en etapa tardía y altamente metastatizados. Si bien se ha demostrado que algunos regímenes quimioterapéuticos tienen efectos transitorios, en los estudios no se ha encontrado ningún efecto significativo a largo plazo sobre la tasa de recidiva o la esperanza de vida. Hasta 2015, no había regímenes quimioterapéuticos estándar aprobados por la FDA para el tratamiento del CCM. Las directrices estadounidenses más recientes no recomiendan la quimioterapia adyuvante, citando la falta de pruebas que sugieran mejores resultados. En su lugar, se recomienda considerar la necesidad de quimioterapia caso por caso.

### Terapia con medicamentos
Las inmunoterapias, es decir, los inhibidores de la vía de señalización de los puntos de control PD1-PDL1, son agentes anticancerígenos novedosos que han demostrado ser beneficiosos en el CCM en etapa avanzada o en el CCM resistente a la quimioterapia. La vía PD-1 es responsable de regular el equilibrio entre la activación y la sobreactivación de las células T, lo que conduce al agotamiento de las células T o a la autoinmunidad. Sin embargo, se ha observado en los tumores la sobreexpresión de los ligandos de PD-1 (PDL1) como un método para evadir el ataque inmunológico. Por lo tanto, la inhibición de PD-1 mejora la respuesta inmunológica del cuerpo, permitiéndole dirigirse a las células cancerosas para su destrucción. Sin embargo, debido a sus efectos secundarios, las directrices de la National Comprehensive Cancer Network recomiendan los inhibidores de PD-1 para las personas con CCM diseminado en lugar de CCM en estadio temprano.
Los inhibidores de la vía PD1/PDL1 aprobados o en ensayos clínicos para su uso en el tratamiento del CCM incluyen:
- En marzo de 2017, la Administración de Alimentos y Medicamentos de EE.UU. otorgó una aprobación acelerada a Avelumab, un inhibidor de PDL1, para tratar a adultos y niños mayores de 12 años con CCM metastásico.[23]
- En diciembre de 2018, la Administración de Alimentos y Medicamentos de EE.UU. concedió la aprobación acelerada de Pembrolizumab (KEYTRUDA®, Merck & Co. Inc.) para todas las edades (adultos y pediatría) con carcinoma de células de Merkel localmente avanzado o metastásico recurrente.[24]
- El nivolumab (marca Opdivo, Bristol-Myers Squibb) está en la fase III/IV de los ensayos clínicos.[25]
- El ipilimumab (nombre de marca Yervoy, Bristol-Myers Squibb) se encuentra en la fase II de los ensayos clínicos para su uso en adultos con CCM metastásico.[26]

Los estudios realizados hasta la fecha han demostrado una tasa de respuesta clínica entre el 50 y el 65% para el CCM tratado con inhibidores de la vía PD-1. Las sugerencias para futuras áreas de investigación en inmunoterapia han incluido vacunas terapéuticas o la modificación epigenética de los receptores HLA.